# 大塘駅 (長沙市)
大塘駅（だいとうえき）は、中華人民共和国湖南省長沙市雨花区にある5号線の駅である。

## 駅構造
- 1号線：島式ホーム1面

## 駅周辺
- 木蓮路
- 湖南省煤田地質局